# Notoxus ardoini
Notoxus ardoini es una especie de coleóptero de la familia Anthicidae.

## Distribución geográfica
Habita en Burundi.